# Til Edvard og Nina Grieg
Til Edvard og Nina Grieg (Noors voor "Aan Edvard en Nina Grieg") is een gedicht van Jonas Lie en een lied van Christian Sinding. Jonas Lie schreef een gedicht ter viering van het zilveren bruiloftsfeest van Edvard Grieg en Nina Hagerup op 11 juni 1892. Vervolgens schreef Christian Sinding er muziek bij.
Het lied is uitgegeven door Brødrene Hals, de pianofabriek/winkel en later door Rob. Forberg. Aangezien het gelegenheidsmuziek voor de festiviteiten in Troldhaugen was, verdween het snel in de vergetelheid.